# 索尼亚·考琳·李
索尼亚·考琳·李（英語：Sonia Couling，1974年6月18日—）是一位英泰混血儿，能操流利泰及英語，出生在泰国曼谷。泰国知名模特、演员和 主持人。 1999年在《男人装》的亚洲最性感明星中被评为第二，在泰国被列为第一性感明星，之后在全球TOP 100评选中排名第23位。

## 傳記
索尼亚的父亲是英国人，母亲是泰国人，她从小就分别受过泰国和英国的教育。 13歲的時候，被經紀人在學校裏發現並開始了首次的職業模特經歷，為《七喜》拍攝電視廣告。 然後這個廣告取得了很大的成功，接下來的工作就像骨牌效應，一系列的時裝秀、攝影、電影接連而來，電影接連而來, 成為泰國名模。
其後於MTV音樂頻道做主持人，走紅星馬泰，99年被雜誌《男人装》選為亞洲100大性感女性第二名，僅次於女星舒淇。
索尼亚·考琳·李05年出任《全美超級模特兒大賽》泰國版主持人，亦參與不少泰國電視及電影演出，她的廣告合約不絕，除舒適堡廣告外，亦曾替索尼、玉蘭油、舒適堡、本田汽車、雷達錶及妮維雅化妝產品等拍廣告。

## 作品

### 电影
- 1997年 《Destiny Upside Down》 《命运变奏曲》 ( 饰演角色: Chik)
- 2003年 《Final Combat》 ( 饰演角色: Butterfly)
- 2007年 《History》
- 2011年 《Largo Winch II : The Burma Conspiracy》 《豪门生死恋》 ( 饰演角色: Wang)
- 2012年 《An Ordinary Love Story》 《普通爱情小故事》 ( 饰演角色: Vinie)
- 2012年 《Blood and High Heels》 ( 饰演角色: Rose Red)
- 2012年 《The Mark 《神秘记号》 ( 饰演角色: Dao)
- 2013年 《The Mark 2: Redemption》 《神秘记号2：救赎》 ( 饰演角色: Dao)
- 2013年 《A Stranger in Paradise》 《天堂陌客》( 饰演角色: Chris)
- 2014年 《Glory Days》 ( 饰演角色: Tammy)
- 2018年《General Commander》 《总司令 第一季》	( 饰演角色: Sonia Dekker)
- 2019年 《Paradise Beach》 ( 饰演角色: Aom)
- 2019年 《Al B. and the Concrete Jungle》 ( 饰演角色: Jayla)

### 电视剧
- 1994年 《Sonthana Prasa Chon》 ( 饰演角色: Duaenden)
- 1995年 《Chaopo Champen》 ( 饰演角色: Natcha)
- 1996年	《Yiam Wiman》 ( 饰演角色: Waeophloy)
- 1997年	《Tawan Yo Saeng》 《落日余晖》( 饰演角色: Tawan Yosaeng Dechapdin)
- 1997年	《Lueatrak Lueatritsaya》
- 1998年	《Khwamrak Kap Ngoentra》《爱和钱》 ( 饰演角色: Irin)
- 1999年	《Phreng Ngao》	 ( 饰演角色: Miriam)
- 2001年	《Maya》 ( 饰演角色: Phitawan Satchamat)
- 2002年	《Nang Miao Yom Si》
- 2002年	《Chaochai Huajai Ken Roi》 ( 饰演角色: 公主 Minya)
- 2003年	《Phayakrai 6 Phandin》 《6只猛虎》( 饰演角色: Pinpak)
- 2009年	《Susan Phutesuan》	《天魔之墓》 ( 饰演角色: Golden Lotus (Mataenai / Nithithepin))
- 2009年	《Sood Sanae Ha》 《爱的烹饪法》 ( 饰演角色: 莉達)
- 2010年	《Fai Amata》 《不朽之火》 ( 饰演角色: Kelly Yao)
- 2012年	《Nuer Mek 2》 《云之上2》 ( 饰演角色: Police Major Rawi Ingkhaphat)
- 2015年	《Ugly Betty Thailand》	《丑女贝蒂》 ( 饰演角色: Alisa "Alice" Phalakon)
- 2015年	《Phoeng Dao》	( 饰演角色: Rada Sasirada)
- 2015年	《Strike Back : Legacy》 《勇者逆襲》	( 饰演角色: Lawan)[12]
- 2018年	《My Hero : Matuphoom Haeng Huachai》	《亲爱的英雄之国土之心》 ( 饰演角色: Madam Maytu A)

### 电视节目
- 1998-2000年 《MTV Asia》 (VJ)
- 1998年	《Zoom》 (MC)
- 2000年	《Asian Television Awards》 (MC)
- 2005年	《全美超級模特兒大賽》《Thailand's Next Top Model》 (MC)
- 2005年	《2005年度環球小姐比賽》 (MC)
- 2007年	《Asian Television Awards》(MC)
- 20??年	《HBO Central》 (MC)
- 2010年	《Jessica Simpson: The Price of Beauty》
- 2010年	《The One》 (MC)
- 2011年	《Miss Earth 2011》 (MC)
- 2011年	《The Challenger Muay Thai》 (MC)
- 2012年	《Muay Thai Premier League》 (MC)
- 2013年	《Miss Grand International》 2013	(MC)
- 2014年	《Miss Grand International》 2014	(MC)
- 2017年	《Beauty Battle Thailand》 (MC)
- 2018年	《The Face Thailand season 4 All Stars》 (Mentor)
- 2018年	《The Next Boy/Girl Band Thailand》 (制片人)
- 2018年	《The Face Men Thailand season 2》 (Mentor)